# Pedra de Lume

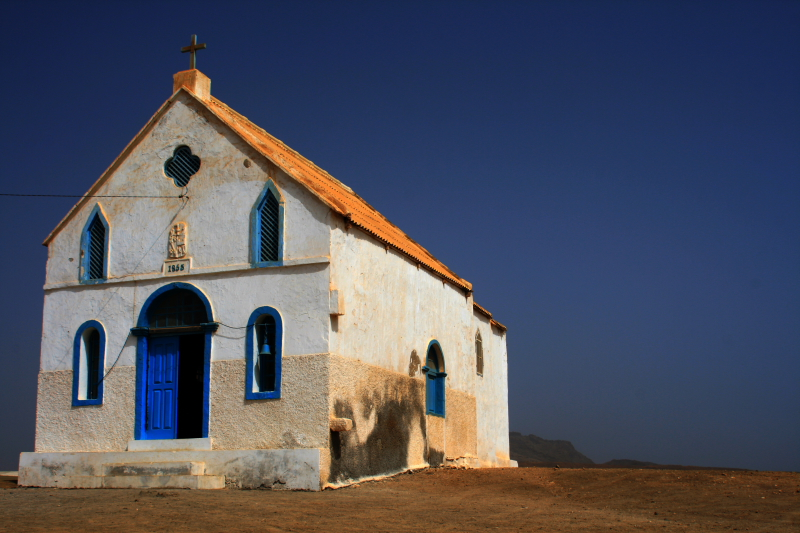
Igreja de Pedra de Lume

Pedra de Lume é uma localidade de Cabo Verde, situada na costa leste da Ilha do Sal.
Situa-se junto ao mar, possuindo uma praia integrada numa paisagem de beleza assinalável. Nas suas imediações, na cratera de um antigo vulcão, para dentro da qual as águas do mar acabam por se infiltrar e, mais tarde, por se evaporar, encontram-se as salinas de Pedra de Lume, cujo sal dá nome à Ilha do Sal. Uma grande parte do sal produzido na ilha é tratado numa fábrica existente em Pedra de Lume.
Numa parte das salinas, é possível tentar mergulhar nas suas águas, que apresentam uma elevada concentração de sal. Essa elevada densidade de sal impede que as pessoas consigam ir ao fundo, permitindo-lhes boiar sem qualquer esforço.
Em 2010, estava prevista a construção de um complexo turístico e hoteleiro em Pedra de Lume.

## Património
- Farol de Pedra de Lume

## Ligacões externas
- Pedra de Lume, RTC, 24 de março de 2012
- Pedra Lume é berço da História da ilha do Sal, RTC, 24 de março de 2012